# WAMPAS Baby Stars
Le WAMPAS Baby Stars est un titre décerné annuellement à Hollywood entre 1922 et 1934 par la Western Associated Motion Picture Advertisers (WAMPAS) aux treize jeunes actrices supposées devenir de futures grandes vedettes.

## Histoire

### La création de la «WAMPAS»
La création de l'A.M.P.A – acronyme d' Association Motion Pictures Advisers -  en 1916 à New York , a pour objet l'encadrement de toute la communication publicitaire du monde du Divertissement limité à cette époque, aux activités du Cinéma et du Théâtre de la côte Est. Mais depuis que les studios de cinéma fleurissent en Californie, les agences publicitaires et journalistiques la constituant, s'arrogent le droit de faire aussi, la promotion de la vie cinématographique de la côte ouest.   
En 1920, un groupe de représentants de communication de quelques compagnies de production de films de la côte Ouest, soucieux de conserver leur particularisme, se réunit à l' Hôtel Ambassador de Los Angeles en vue de créer pour l'Industrie du Divertissement de la côte ouest, une organisation similaire à l' A.M.P.A. 
En effet, l'activité du film est différente à l'ouest qu'à l'est dont l'Industrie du Divertissement, en dépit des Studios de productions cinématographiques situés dans le New Jersey et ceux de la Paramount dans le Queens, est plutôt tournée vers le théâtre et la comédie musicale. Les agents de presse rentrent en concurrence les uns avec les autres, rivalisant entre eux au sein de la même agence mais aussi entre les agences de presse elles-mêmes dès lors qu'il s'agit de communiquer sur les activités des stars, des Studios, des réalisateurs et des films, commenter leurs histoires et faire ainsi pour les uns leurs publicités, pour les autres leurs promotions. La proximité rend l’information plus crédible, plus pertinente car  il est certain que l’intérêt du lecteur de la côte ouest est moindre dès lors que l'histoire concernant la vie de l'Industrie du cinéma de la côte ouest est décrite à plus de 3 mille kilomètres.
La création d'une telle organisation devient pour l'ouest, une réelle nécessité vitale. Le jour de la création de l'association, à Los Angeles, nommée WAMPAS – l'acronyme de Western Association Motion Pictures Advertisers, chaque société de production de film, chaque studio, chaque théâtre a envoyé un représentant de communication.
Du groupe initial de 7 personnes, ils ne sont alors, pas moins de 70 membres à se partager la communication d'un monde bouillonnant, en perpétuel effervescence. 
Alors, au fil des mois, les deux organismes ayant appris à travailler de concert, échangent idées, résolvent les problèmes liés directement à leurs cœurs de métier, non pas en concurrence mais bien en synergie. Au sein même de la WAMPAS, les 80 voire les 90 membres se rencontrent désormais quotidiennement et échangent discutent sur leurs métiers et sur leurs responsabilités de communiquer au monde entier, les activités journalières de la troisième plus importante industrie américaine que représente alors, celle du Cinéma.
Lors d'une de ses rencontres, en 1921,  l'idée de créer un groupe annuel, constituée des futures espoirs féminins du cinéma, est retenue. Certes en vue d' aider à la promotion du Cinéma en général mais surtout pour communiquer sur les activités passées et à venir de la WAMPAS en particulier, la cérémonie des « WAMPAS frolic » ne sera que la première vitrine de cet aréopage de Baby Stars sacralisant la beauté.

### La cérémonie d'intronisation ou la "WAMPAS frolic"
La  « Wampas frolic » organisée sous l'égide de la WAMPAS, est l’événement médiatique de l'année, la grande messe de l'Industrie du cinéma, de tous les fans du 7e Art et des lauréates qui sont à cette occasion, intronisées "WAMPAS Baby Stars".
En cette première année 1922, la cérémonie, a lieu dans la grande salle de bal de l’hôtel Ambassador de Los Angeles pouvant accueillir 3 000 personnes,. 
En 1923, la seconde cérémonie de la "WAMPAS frolic" a lieu dans le nouveau studio de la Warner Bros. à Hollywood , capable d’accueillir un millier de personnes. Ils seront près de sept fois plus. 
En 1924, l'administration de Los Angeles interdit la prochaine cérémonie "WAMPAS frolic" dans la ville, consécutivement aux lois du Comté en vigueur, interdisant le bruit après minuit. Trop content de la chance que représente l'accueil d'un tel événement en termes de retombées médiatiques et économiques, le maire de San Francisco assure aux organisateurs qu'ils pourront faire autant de bruit qu'ils voudront. L'Auditorium  civique de cette ville  accueillera en 1924, la cérémonie drainant avec elle, près de 8 000 personnes dont au moins un tiers de fans. Des trains spéciaux affrétés par la WAMPAS partiront de Los Angeles pour San Francisco, emmenant le Tout Hollywood, s'assurant ainsi, par la présence du plus grand nombre, du bon déroulement et du succès de la cérémonie à venir 
En 1925, la cérémonie revient à Los Angeles, à l'Auditorium de Shrine, nouvellement construit possédant une grande salle de bal pouvant accueillir 6800 couples, un théâtre adjacent et des services pour le plus grand confort des participants.
La soirée, sous la houlette d'un maître de cérémonie est ponctuée par deux temps forts qui sont d'une part, la présentation des WAMPAS Baby stars qui, vêtues du costume des films qui les ont lancées, défilent sur la scène sous les applaudissements et les hourra du public et d'autre part, un bal géant, clôturant la soirée. De 1922 à 1933, ces cérémonies se dérouleront en pleine période de prohibition.

### Les lauréates ou les "WAMPAS Baby Stars"
Cette récompense décernée depuis 1922 ne fut pas distribuée ni en 1930, ni en 1933 et la promotion de 1934 fut la dernière à être célébrée. Généralement composée de treize nouveaux espoirs féminins, le millésime  1932 en comptera exceptionnellement quinze. Sur toute la période d'activité, cette distinction consacrera pas moins de 132 starlettes du cinéma couvrant une partie de la période du muet et celle des débuts du cinéma parlant, correspondant à l’Ère cinématographique communément appelée pré-code.
Alors qu'elles reçurent la distinction, pour une très grande majorité d'entre elles, à un âge compris entre 18 et 25 ans, les deux plus jeunes furent Lucille Ricksen et Patricia Ellis gratifiées à l'âge de quatorze ans alors que la plus âgée Claire Windsor fut intronisée à 30 ans. 
Dans les premières années, la sélection est faite, parmi les actrices ayant déjà eu un rôle dramatique, être jolie, avoir l’expérience de la scène, être sous contrat avec une société de production de films et présenter un profil promettant un avenir dans le cinéma. À l'issue d'un vote d'un comité dont le nombre ne va pas cesser de varier sur la période d'activité, celles remportant le plus de voix sont élues.
Toutes les jeunes femmes, à peu de chose près, étaient soit des chanteuses récemment aguerries, soit des danseuses, beaucoup présentaient les deux qualités avec à la clé, une première expérience scénique acquise au théâtre ou au sein d'une compagnie proposant des comédies musicales.  Rare était le cas de Dorothy Wilson,  la sténographe d'un réalisateur de la RKO.  "L'oiseau rare" était chassé et recruté au plus tôt, les Studios de Production se livrant une guerre sans merci pour avoir dans leur rang telle ou telle beauté avec telles ou telles compétences. Certaines et surtout  celles de 1934,  suivaient alors une formation à la charge du Studio avant de faire leurs premières apparitions, bien souvent non créditées.  
Une fois élues, les  Baby Stars travaillaient en général, deux fois plus que les autres, certes pour leurs propres carrières  mais aussi pour justifier la confiance que la WAMPAS avait placée en elles.

### Les bénéfices des "WAMPAS Baby Stars"
Participer à la "WAMPAS Frolic" constituait un véritable tremplin pour toutes celles qui désiraient percer dans le cinéma. Le miroir au alouettes fonctionnait également pour toutes celles qui n'étaient qu'à la recherche d'un travail tentant d'échapper aux carrières de secrétaires et de dactylos auxquelles elles étaient majoritairement destinées.
Primées, les jeunes femmes bénéficiaient d'une large couverture médiatique pendant une année, matérialisée par des interviews à la radio, des articles de magazines, des photos de mode, des photos et des films publicitaires, la tournée promotionnelle de la WAMPAS dans les grandes villes américaines et la certitude d'engagements de films par les Studios de Production des majors. Certaines d'entre-elles étaient engagées par les radios pour jouer dans des séries ou des feuilletons, uniquement diffusés à la radio, très prisés entre 1930 et 1950,
Enfin, il est souvent arrivé que des majors recrutent pour les besoins d'un film et que pour la durée de celui-ci, tel ou tel profil de Baby star alors sous contrat avec d'autres Studios.

### Les destins des "WAMPAS Baby Stars"
Malgré tout le battage médiatique, beaucoup de lauréates connurent un succès d'estime avec un minimum de trois films crédités. D'autres en qui la WAMPAS prévoyait une carrière et un avenir sous les lampes des plateaux de cinéma n'ont pas été à la hauteur des espoirs escomptés. Beaucoup d'entre-elles, comme Hazel Keener, Julanne Johnston ou encore Blanche Mehaffey ont fait carrière dans des "troisième rôles" dans des films de Série B. Certaines ont percé dans les courts-métrages des petits Studios du cinéma indépendant comme Dorothy Revier, la « Reine » des Quickies. 
En revanche, certaines d'entre-elles  devinrent de véritables stars comme Ginger Rogers, Joan Crawford, Jean Arthur, Dolores del Río, Lupe Vélez aux derniers jours tragiques, Colleen Moore l'actrice des années 1920 la mieux payée du cinéma ou encore Clara Bow, - The it-girl - la plus sulfureuse des actrices par le nombre de ses conquêtes amoureuses et ses mariages, Mary Astor  gratifiée en 1941, de l' Oscar de la meilleure actrice dans un second rôle et  Gloria Stuart qui, à l'âge de 87 ans, fut nommée à l' Oscar de la meilleure actrice dans un second rôle, pour son rôle tenu dans le film Titanic de James Cameron, interprétant la vieille femme survivante de la catastrophe, racontant son histoire d'amour lors du drame.
Certaines eurent des destins particuliers, comme Jean Carmen devenue entre autres, cascadeuse à cheval dans les westerns, Hazel Hayes faisant carrière comme Prima Donna sur les plus grandes scènes des opéras ou encore, Eleanor Holm, championne olympique de natation du 100 mètres dos, aux jeux de Los Angeles de 1932, Gladys McConnell devenue aviatrice et Lucille Lund devenue "Miss America" en 1934. Certains destins furent dramatiques comme Lucille Ricksen qui, ayant pris froid lors d'un tournage, décéda d'une pneumonie à l'âge de quatorze ans.
De toutes les sélections, le millésime de 1926 fut la promotion la plus talentueuse et la plus gratifiante pour le comité de sélection de la WAMpAS, avec Janet Gaynor et Joan Crawford qui furent encore, 5 ans après leurs nominations, parmi les plus grandes stars mondiales du Box-office. Hormis Sally Long très tôt retraitée du cinéma, toutes les autres ont connue elles aussi, une carrière impressionnante.

### Les écueils du cinéma durant les "WAMPAS Baby Stars"
Une des contraintes à laquelle les réalisateurs ont dû faire face, fut le public qui avait des exigences et répondant alors, aux sondages de la presse, les formalisait aux Studios à l'image de Ruth  Taylor qui fut véritablement plébiscitée par les fans, pour le rôle de Lorelei Lee dans la version de 1928 du film Les hommes préfèrent les blondes. Le public, encore, de manière anecdotique, se plaint par courrier, au début des années 1920, auprès de la réalisatrice et scénariste Frances Marion. En effet, il en a "marre" de lire sur les lèvres des acteurs et des actrices, lors des scènes romantiques, leurs dernières "sauteries", leurs dernières "beuveries" et demande expressément que la réalisatrice fasse apprendre aux protagonistes, des textes en rapport avec l'histoire du film.

#### Nouvelles technologies du début duXXesiècle
Depuis la fin du XIXe siècle jusqu'à la fin des années 1920, les films muets d'une quinzaine de minutes étaient la norme. Ces formats de films se prêtaient bien à être diffusés durant l'entracte soit d'une comédie musicale, soit celle d'une pièce de théâtre. Mais l'accroissement de la durée des films muets leur interdit au fil du temps, d'être diffusé à l'entracte qui avait, elle, une durée bien limitée. Alors devant l'engouement du public pour les images animées, une partie de ces mêmes théâtres se transformèrent peu à peu, en de véritables salles de cinéma avec des programmations en matinée. L'arrivée de films fleuve comme Naissance d'une nation d'une durée de 3 heures et 10 minutes, réalisé par D. W. Griffith en 1915  impose déjà, une nouvelle façon de réaliser plus rigoureuse devant respecter, par un travail de mise en scène, la trame d'une histoire, d'un roman. 
L'intégration des nouvelles technologies comme le procédé "Vitaphone" s'imposant comme la norme pour l'enregistrement des sons, nécessita des investissements importants en matériel, tant pour les Studios de Cinéma que pour les théâtres et les salles de distribution. Don Juan le premier film parlant en 1926, suivi par Le Chanteur de jazz sorti l'année suivante, initièrent une série de progrès technologiques qui allaient bousculer à jamais le monde du Cinéma et sonner le glas du film muet au profit du parlant. 
Ces nouvelles technologies s’accompagnèrent de nouvelles façons de travailler beaucoup plus contraignantes tant pour les actrices que pour les réalisateurs. Le cinéma devenant de plus en plus industriel demandait à ces derniers, d'anticiper, de planifier, d'organiser et de gérer les différents corps de métier participant à une scène, bien en amont de tout tournage de scène. De nouveaux métiers apparaissent, se spécialisent par nécessité, depuis le maquillage, la costumière jusqu’au responsable de l'éclairage d'un plateau, du responsable du montage, etc. En conséquence, l'arrivée du cinéma parlant fit des ravages dans les rangs des starlettes. Beaucoup d'actrices rencontrèrent des difficultés lorsqu'il fallut interpréter un rôle avec du texte. La beauté ne suffisait plus, certaines d'entre-elles ne furent plus créditées à cause de la tonalité de leurs voix, d'autres cantonnées à « des troisièmes rôles » comme Betty Bryson parce qu'elles ressemblaient trop physiquement à des actrices dont la célébrité était déjà assise.

#### Création du code de censure Hayes

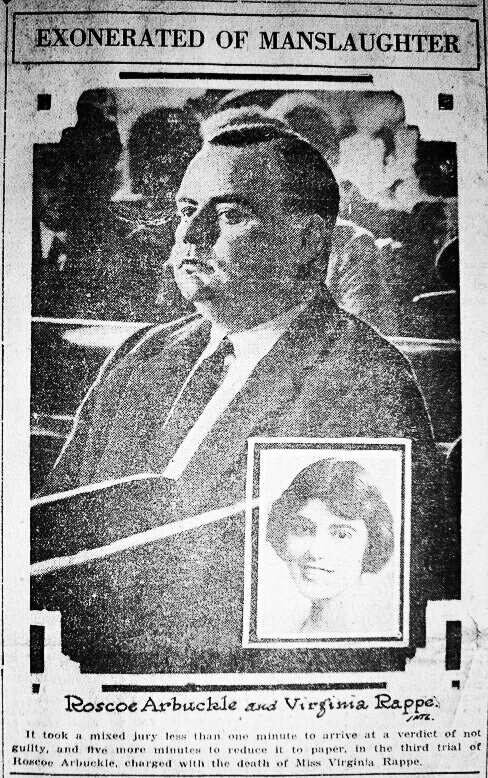
Roscoe Arbuckle acquitté pour la mort de Virginia Rappe (coupure de presse de 1922).

Les trois procès de la star Roscoe Arbuckle, pour le viol et la mort de l'actrice Virginia Rappe entre 1921 et 1925, dont les journaux firent leurs choux gras en dénonçant la vie facile des artistes entre consommation d'alcool et de drogue, le meurtre ou le suicide déguisé de l'actrice Thelma Todd, les salaires exorbitant des uns, les divorces et mariages successifs des autres, amenèrent à penser, au sein des instances du cinéma qu'un code de moralité et de déontologie  serait de plus en plus nécessaire. 
En 1922, à l'initiative de trois majors du Cinéma, est fondée la Motion Picture Producers and Distributors of America (MPPDA) : il s'agit d'éviter à tout prix que chaque État rédige son propre code de censure, ce qui obligerait à faire autant de versions du même film que de codes de censure existants. Pendant une douzaine d'années, ce code de censure va prendre de l'ampleur et s'enrichir de nouveaux interdits, sans pour autant être appliqué. Après le krach de 1929, durant une période appelée à postériori la période pré-code, les films proposeront plus de sexualité et plus de violence, dans le seul but de reconquérir un public qui délaisse le cinéma.
En juillet 1934, le Code Hays entre en application avec la nomination de Joseph I. Breen à la direction de la Motion Picture Producers and Distributors of America (MPPDA). Certes la censure sera pour certains un frein à la créativité, mais pour d'autres, elle va l'exacerber. Ainsi, les scènes de violence par arme à feu ne sont représentées que par le son et non plus par l'image, laissant une grande part à l'imagination du spectateur. De même, les scènes d'amour sont remplacées par ce que l'on pourrait appelé des allégories : un bouchon de champagne qui saute sous la pression du gaz, l'entrée d'un train dans un tunnel, ou encore le bouquet final d'un feu d'artifice. 
Cette censure oblige des réalisateurs à couper des scènes dans les versions des films destinées à être diffusées sur le sol américain. La durée d'un baiser à l'écran ne doit pas dépasser 3 secondes, les décolletés doivent respecter une certaine profondeur, les corps dénudés et les poses lascives sont interdites, une femme allongée sur un lit doit avoir au moins un pied touchant le sol, etc. Même Betty Boop, personnage de dessin animé, y perdra sa jarretière. Le Code Hays amènera peu à peu les réalisateurs à soumettre leurs scénarios à la commission chargée du respect du code avant même de commencer à tourner des scènes. 
Le code Hays se fissure de plus en plus après la Seconde Guerre mondiale. L'entrée grandissante de la télévision en concurrence avec le cinéma amène les censeurs à plus se concentrer sur les productions télévisuelles. L'arrivée de films comme Et Dieu… créa la femme révèle l'existence d'un autre cinéma auquel le public américain est sensible. En 1960, le film d'Alfred Hitchcock Psychose, montrant l'actrice nue sous la douche et la violence de certaines scènes, marque définitivement la fin de l'application du code de censure.

#### Krach boursier de 1929
La crise financière de 1929 accrut le phénomène d'attirance générant, pour les deux sexes, des migrations humaines du nord-est du pays vers la Californie, venues à la recherche d'un travail, investir l'Industrie du cinéma concentrée alors dans le sud de l'état. Le krack induit également une consommation moins importante du public, à l'égard du produit du Divertissement, dépense appréciée à juste titre comme inutile en ces temps de disette. La production de films comme toutes les industries, subit elle-aussi une baisse. En vue de reconquérir le public, la période du Pré-Code de 1930 à 1934 voit la sortie de films avec d'une part, plus de sexualité dont Mae West et Barbara Stanwyck sont les interprètes les plus demandées et d'autres parts, plus de violence  dont le film Scarface de 1932 marque le point culminant.

### Le déclin de la " WAMPAS frolic "
En 1935, la distinction ne fut plus décernée en raison de la protestation des Studios de cinéma contre, d'une part, le manque d'indépendance du comité de sélection vis-à-vis de l'Industrie du cinéma et d'autre part, la subjectivité de la sélection des jeunes espoirs. La dernière année, en 1934, la sélection dérogeant à la règle, est exceptionnellement effectuée parmi des jeunes actrices sans beaucoup d'expérience et sans contrat avec des Studios du productions. Cette année là, au moins trois d'entre-elles avaient effectivement, des liens familiaux soit avec des membres du comité de sélection, soit avec des réalisateurs ou des producteurs de films. De plus, certaines d'entre-elles n'avaient pas encore vu de caméra.

## Liste des lauréates

### 1922
- Marion Aye
- Helen Ferguson
- Lila Lee
- Jacqueline Logan
- Louise Lorraine
- Bessie Love
- Kathryn McGuire
- Patsy Ruth Miller
- Colleen Moore
- Mary Philbin
- Pauline Starke
- Lois Wilson
- Claire Windsor

### 1923
- Eleanor Boardman
- Evelyn Brent
- Dorothy Devore
- Virginia Brown Faire
- Betty Francisco
- Pauline Garon
- Kathleen Key
- Laura La Plante
- Margaret Leahy
- Helen Lynch
- Derelys Perdue
- Jobyna Ralston
- Ethel Shannon

### 1924
- Clara Bow
- Elinor Fair
- Carmelita Geraghty
- Gloria Grey
- Ruth Hiatt
- Julanne Johnston
- Hazel Keener
- Dorothy Mackaill
- Blanche Mehaffey
- Margaret Morris
- Marian Nixon
- Lucille Ricksen
- Alberta Vaughn

### 1925

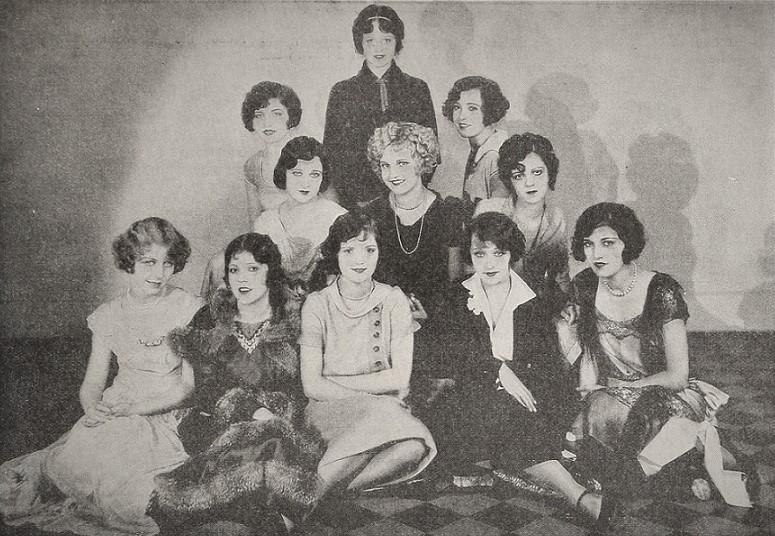
WAMPAS Les baby stars de 1925

De haut en bas et de gauche à droite : 
- June Marlowe
- Evelyn Peirce
- Lola Todd
- Dorothy Revier
- Ena Gregory
- Joan Meredith
- Violet La Plante
- Olive Borden
- Betty Arlen
- Duane Thompson
- Natalie Joyce

 et les deux absentes de la photo
- Anne Cornwall
- Madeline Hurlock

### 1926
- Mary Astor
- Mary Brian
- Joyce Compton
- Dolores Costello
- Joan Crawford
- Marceline Day
- Dolores del Río
- Janet Gaynor
- Sally Long
- Edna Marion
- Sally O'Neil
- Vera Reynolds
- Fay Wray

### 1927
- Patricia Avery
- Rita Carewe
- Helene Costello
- Barbara Kent
- Natalie Kingston
- Frances Lee
- Mary McAllister
- Gladys McConnell
- Sally Phipps
- Sally Rand
- Martha Sleeper
- Iris Stuart
- Adamae Vaughn

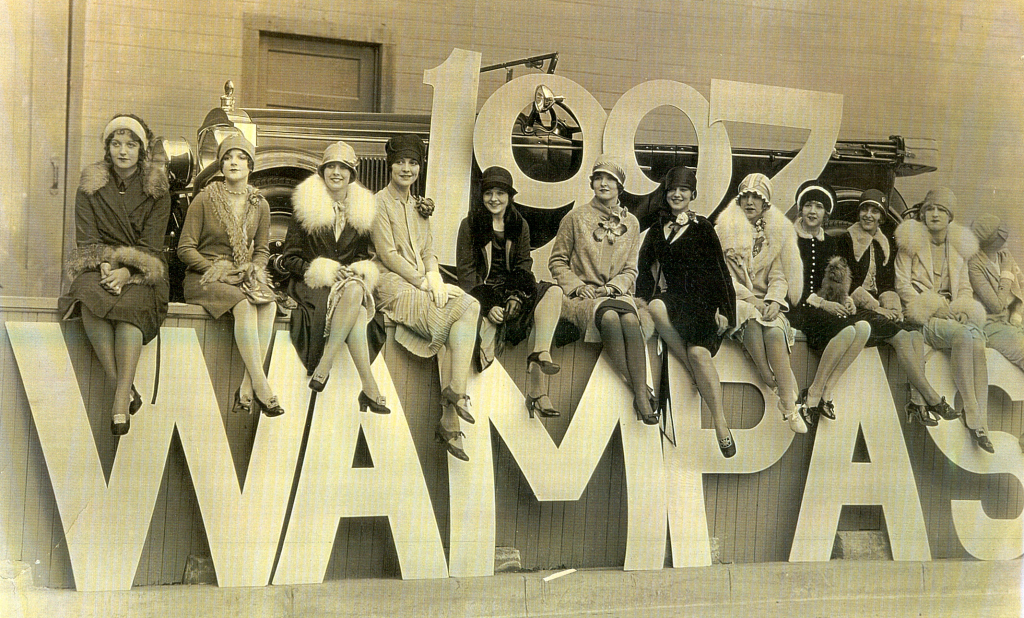
WAMPAS Les baby stars de 1927

(Sally Phipps est la seconde en partant de la gauche.)

### 1928
- Lina Basquette
- Flora Bromley
- Sue Carol
- Ann Christy
- June Collyer
- Alice Day
- Sally Eilers
- Audrey Ferris
- Dorothy Gulliver
- Gwen Lee
- Molly O'Day
- Ruth Taylor
- Lupe Vélez

### 1929
- Jean Arthur
- Sally Blane
- Betty Boyd
- Ethlyne Clair
- Doris Dawson
- Josephine Dunn
- Helen Foster
- Doris Hill
- Caryl Lincoln
- Anita Page
- Mona Rico
- Helen Twelvetrees
- Loretta Young

### 1931
- Joan Blondell
- Constance Cummings
- Frances Dade
- Frances Dee
- Sidney Fox
- Rochelle Hudson
- Anita Louise
- Joan Marsh
- Marian Marsh
- Karen Morley
- Marion Shilling
- Barbara Weeks
- Judith Wood

### 1932
- Lona Andre
- Lilian Bond
- Mary Carlisle
- June Clyde
- Patricia Ellis
- Ruth Hall
- Eleanor Holm
- Evalyn Knapp
- Dorothy Layton
- Boots Mallory
- Toshia Mori
- Ginger Rogers
- Marian Shockley
- Gloria Stuart
- Dorothy Wilson

### 1934

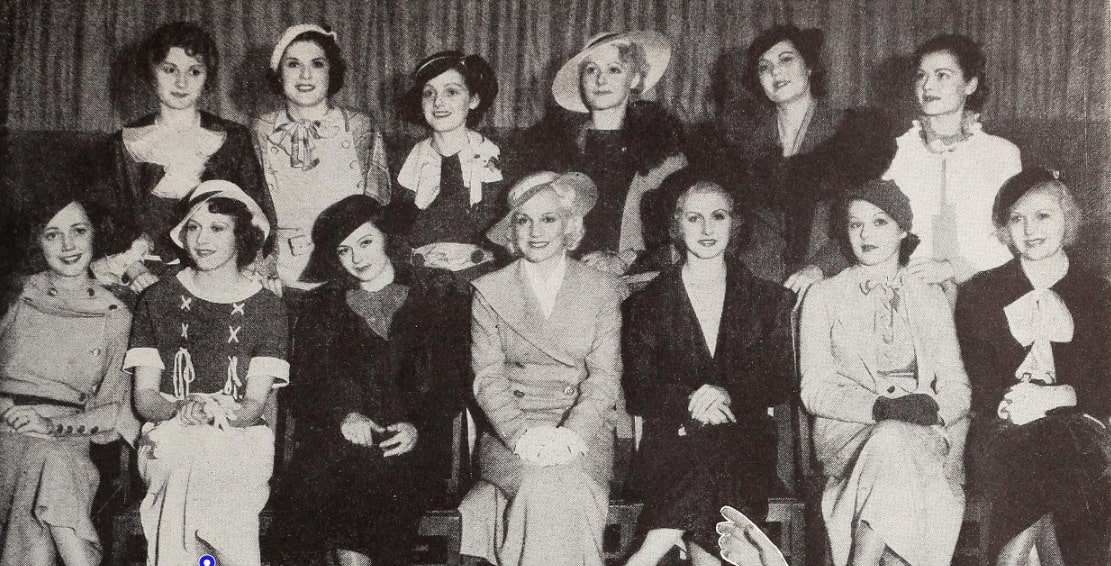
WAMPAS Les baby stars de 1934

Debout, de gauche à droite :
- Judith Arlen
- Jean Gale
- Ann Hovey
- Katherine Williams
- Hazel Hayes
- Gigi Parrish

assises, de gauche à droite :
- Helen Cohan
- Julie Bishop
- Betty Bryson
- Jean Carmen
- Lu Ann Meredith
- Dorothy Drake
- Lucille Lund